# Hvozd (kraj pilzneński)
Hvozd – miejscowość i gmina (obec) w Czechach, w kraju pilzneńskim, w powiecie Pilzno Północ. W 2022 roku liczyła 246 mieszkańców.